# Dietmar von Aist
Dietmar von Aist (n. 1115, Austria Superioară, Austria – d. 1171) a fost un poet din Austria Superioară, reprezentant de seamă al "Minnesang"-ului.
Lirica sa, de factură erotică, a îmbrăcat forma catrenului și distihului, dialogul dintre îndrăgostiți având loc în cadrul mirific al naturii.
A scris Tageslieder ("Cântece de zori").